# Draszba
Draszba S.A. – polskie przedsiębiorstwo handlu detalicznego z siedzibą w Gdańsku, założone w 1995, sprzedające obuwie pod własnymi markami: „HD Heavy Duty” i „Marisha”.
Spółka swoje produkty adresuje do młodzieży. Rozpoczęła działalność od wprowadzenia na rynek glanów pod marką „HD Heavy Duty”. W 2000 rozszerzyła asortyment o inne rodzaje obuwia. W 2005 pod nową marką „Marisha”, rozpoczęła sprzedaż butów przeznaczonych dla dziewcząt i młodych kobiet.
Przedsiębiorstwo zajmuje się projektowaniem i sprzedażą, natomiast produkcję zleca podmiotom zewnętrznym, głównie na Dalekim Wschodzie. Posiada sieć ponad 60 sklepów firmowych i franczyzowych, zlokalizowanych w Warszawie, Poznaniu, Toruniu, Lublinie, Katowicach, Krakowie, Białymstoku, Gdyni, Gliwicach, Gnieźnie, Grudziądzu, Lesznie, Łodzi, Rzeszowie i Olsztynie. Ponadto prowadzi sprzedaż hurtową swojego obuwia.
29 grudnia 2010 przedsiębiorstwo zmieniło status na spółkę akcyjną.
24 sierpnia 2012 firma złożyła w Sądzie Rejonowym Gdańsk Północ wniosek o ogłoszenie upadłości z możliwością zawarcia układu.